# Tiaret (distrito)
Tiaret é um distrito localizado na província de Tiaret, Argélia. Sua capital é a cidade de mesmo nome. A população total do distrito era de 201 263 habitantes, em 2008.[carece de fontes?]

## Comunas
O distrito consiste em apenas uma única comuna:
- Tiaret